# Retable de Corciano
Retable de Corciano  (en italien : Pala di Corciano) est une peinture religieuse du Pérugin, un retable (226 × 149 cm), datant de 1513 située dans l'église Santa Maria Assunta de Corciano dans la province de Pérouse  (Ombrie).

## Histoire
Le retable a été réalisé en 1513, à la suite d'une commande passée à l'artiste afin de décorer l'autel de l'église paroissiale de Corciano dédiée à la Sainte Vierge Marie.

## Thème
L'œuvre reprend la représentation récurrente dans l'iconographie chrétienne de l'Assomption de la Vierge Marie, un dogme de l'Église catholique romaine selon lequel, au terme de sa vie terrestre, la mère de Jésus aurait été « élevée au ciel ».
L'œuvre est dotée d'une prédelle, composée de deux tablettes : une de  L'Annonciation et l'autre de L'Adoration de l'Enfant.

## Description
Le retable à haut cintré (centinata) représente l'Assomption de Marie, selon le schéma classique du Pérugin, sur deux registres :
- Le registre supérieur, céleste, avec la Vierge dans une double mandorle entourée  de séraphins ; à ses côtés placés symétriquement, debout sur les nuages, se trouvent deux anges musiciens et au-dessus deux anges priant. La Vierge est représentée debout sur un nuage, les mains jointes, en léger contrapposto, parée de ses traditionnelles couleurs rouge et bleu ; son regard méditatif est dirigé vers le spectateur. Sous le nuage le  chérubin du bas de la mandorle marque le centre de la composition.
- Le registre inférieur, terrestre, avec les apôtres  (6 à gauche, 5 à droite, tous debout, avec au centre un seul saint (Jean) agenouillé) ; détachés du groupe supérieur, dans une posture de prière et vénération regardent (hormis trois) vers le haut, la Vierge en ascension. En arrière-plan, un doux paysage de collines dorées, sans arbre, forment une vallée qui se fond au loin dans un ciel clair, rendant l'espace ample et profond (perspective atmosphérique).

Tous les personnages sont auréolés d'un léger trait doré perspectif.

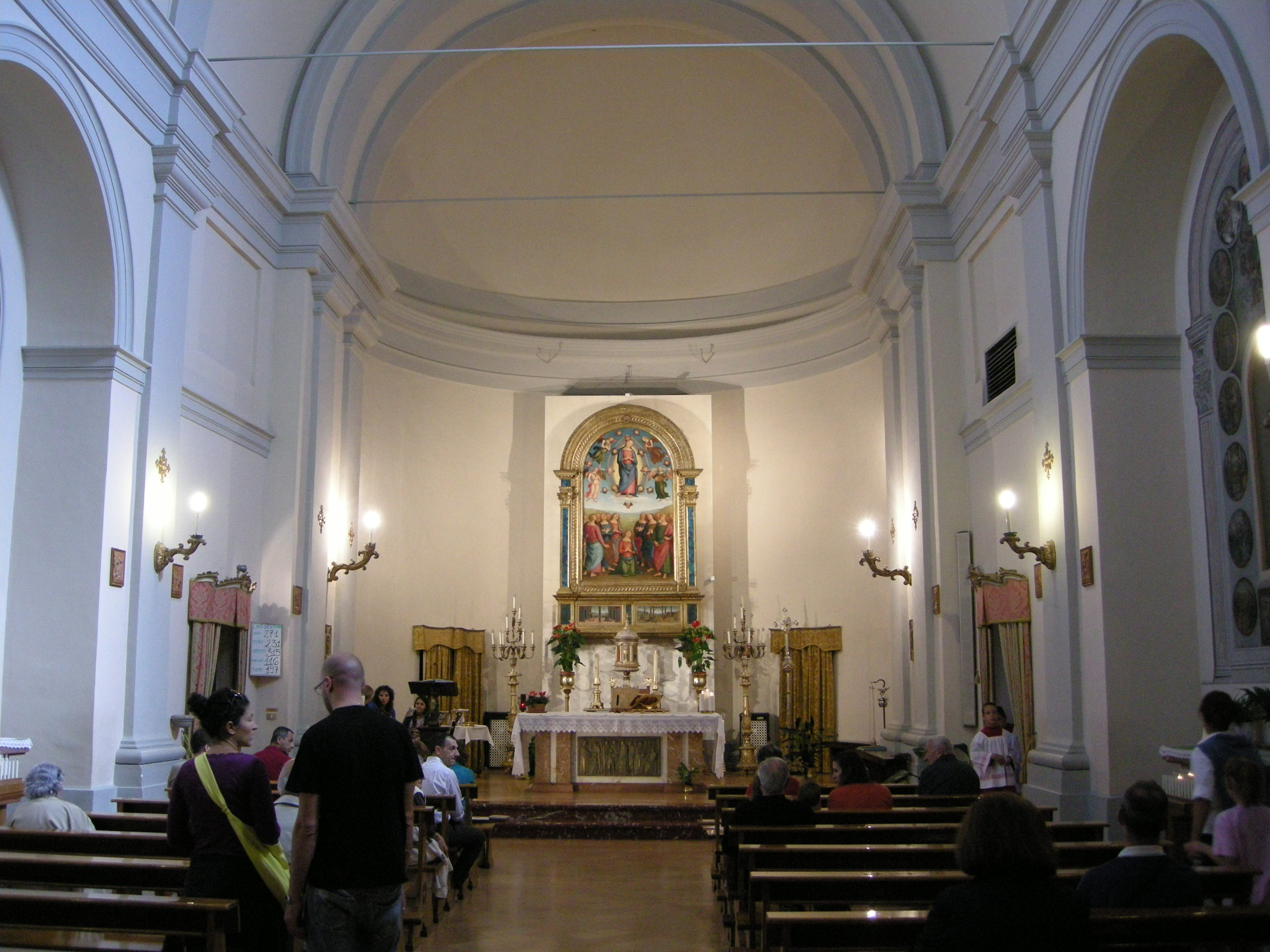
Le retable dans l'église.

## Analyse
Le Pérugin fait largement appel à des dessins de son répertoire réadaptés pour l'occasion, comme les anges de la partie céleste qui sont aussi présents dans le Baptême du Polyptyque de saint Augustin et dans la disposition des apôtres, identique à celle du Polyptyque de l'Annonciation.
Le maître, plus que l'originalité de la composition, a surtout privilégié une réalisation impeccable et de grande qualité, comme démontré par le dessin souple et précis, incisé en phase préparatoire probablement à la pointe d'argent ; la couleur diluée à l'huile est forte et épaisse sans altérer la typique délicatesse de l'artiste. Chaque détail est rendu avec un grand soin. La direction de la lumière est scrupuleusement étudiée, avec des effets générés dans l'épaisseur des drapés et dans le chatoiement des couleurs.
L'œuvre est particulièrement significative en tant que témoignage de la « phase tardive » de l'artiste, orientée vers un sfumato léonardesque plus doux, réadapté selon ses propres sentiments comme le témoignent les figures gracieuses et élégantes, subtilement suspendues, représentées dans des attitudes majestueuses.
Encore plus originales est la prédelle avec L'Annonciation et L'Adoration de l'Enfant, où le Pérugin a utilisé un « coup de pinceau » rapide et effiloché, typique des œuvres de petites dimensions du début du XVIe siècle.

## Prédelle

L'Annonciation et L'Adoration de l'Enfant.
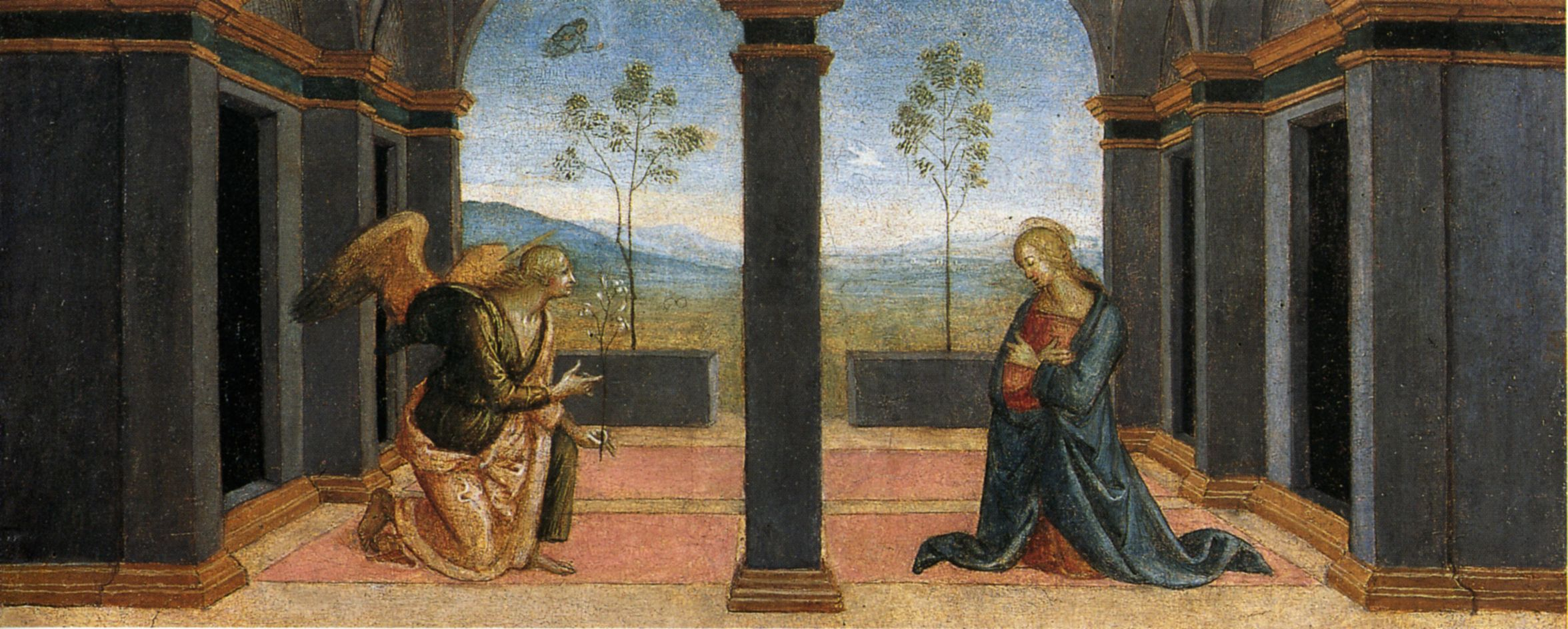
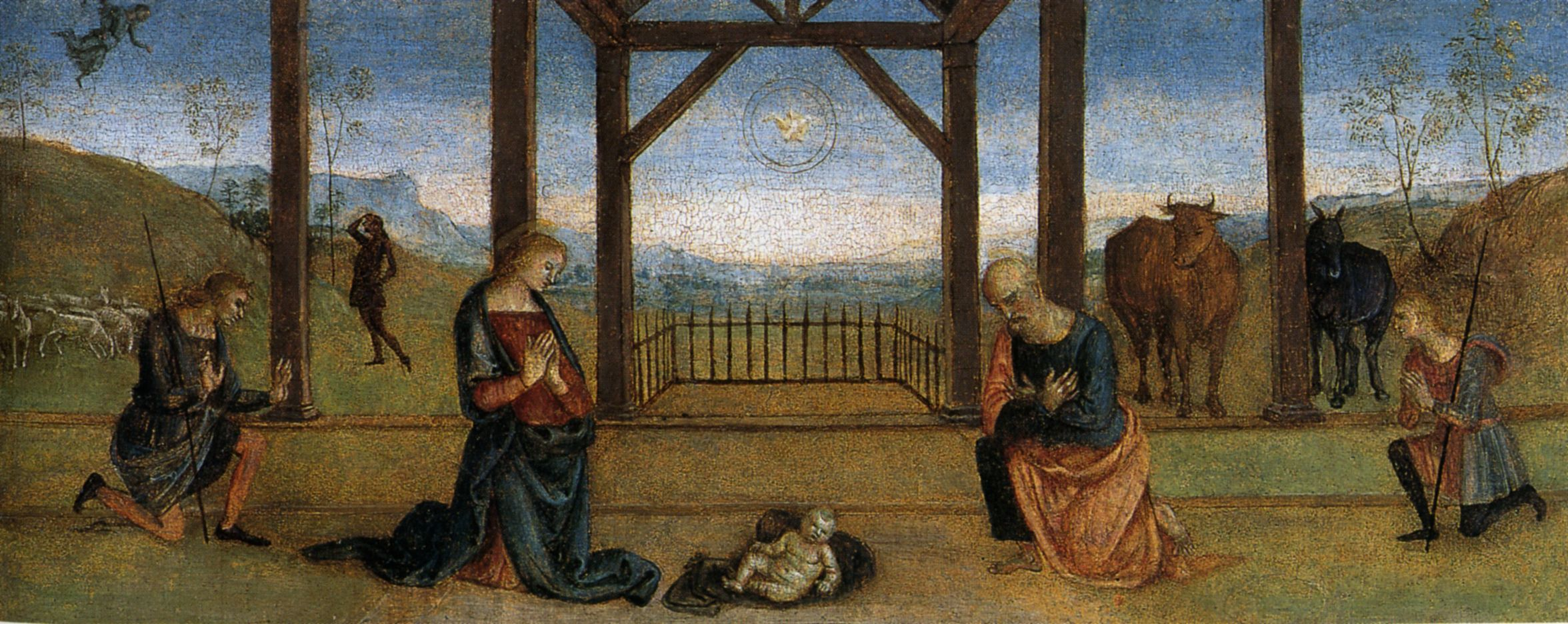

## Sources
- (it) Cet article est partiellement ou en totalité issu de l’article de Wikipédia en italien intitulé « Pala di Corciano » (voir la liste des auteurs).